# Hédylogos
Dans la mythologie grecque, Hédylogos ou Hedylogus (en grec ancien : Ἡδυλόγος / Hēdylógos) était le dieu de la flatterie et l'un des dieux de l'amour ailé formant le groupe des Érotes. Il n'est mentionné dans aucune littérature existante, mais est représenté sur d'anciennes peintures de vase grecques. Un exemple survivant sur une pyxide à figures rouges de la fin du Ve siècle av. J.-C. montre Hédylogos aux côtés de son frère Pothos dessinant le char d'Aphrodite.

## Sources et références
- (en) Harvey Alan Shapiro, Personifications in Greek Art : The Representation of Abstract Concepts, 600-400 B.C., Akanthus, 1993 (ISBN 9783905083057, lire en ligne)